# دين سميث (طيار)
دين سميث (بالإنجليزية: Dean Smith)‏ هو طيار أمريكي، ولد في 27 سبتمبر 1899 في كوف في الولايات المتحدة، وتوفي في 4 مارس 1987 في ماريلند في الولايات المتحدة.

## روابط خارجية
- دين سميث على موقع IMDb (الإنجليزية)
- دين سميث على موقع كينوبويسك (الروسية)